# Xiushan, Hunan
Xiushan (kinesiska: 修山, 修山镇) är en köpinghuvudort i Kina. Den ligger i provinsen Hunan, i den södra delen av landet, omkring 100 kilometer nordväst om provinshuvudstaden Changsha. Antalet invånare är 26 955. Befolkningen består av 13 302 kvinnor och 13 653 män. Barn under 15 år utgör 18,0 %, vuxna 15-64 år 68 %, och äldre över 65 år 13,0 %.
Runt Xiushan är det tätbefolkat, med 383 invånare per kvadratkilometer. Närmaste större samhälle är Taohuajiang, 11,8 km sydost om Xiushan. I omgivningarna runt Xiushan växer i huvudsak blandskog.
Genomsnittlig årsnederbörd är 1 680 millimeter. Den regnigaste månaden är maj, med i genomsnitt 312 mm nederbörd, och den torraste är december, med 46 mm nederbörd.